# Joseph Eciru Oliach
Joseph Eciru Oliach (ur. 11 sierpnia 1970 w Ohakaonde) – ugandyjski duchowny rzymskokatolicki, biskup diecezjalny Soroti od 2019.

## Życiorys

### Prezbiterat
Święcenia kapłańskie przyjął 9 sierpnia 2003 i został inkardynowany do diecezji Soroti. Pracował głównie jako wykładowca niższego seminarium diecezjalnego oraz wyższego krajowego seminarium. W 2012 został wychowawcą w krajowym seminarium, a w 2016 został kierownikiem Bible Desk przy sekretariacie ugandyjskiej Konferencji Episkopatu.

### Episkopat
19 marca 2019 roku został mianowany przez papieża Franciszka biskupem diecezji Soroti. Sakry udzielił mu 25 maja 2019 metropolita Tororo - arcybiskup Emmanuel Obbo.